# Murai Sadakatsu
Murai Sadakatsu (村井 貞勝?; ... – 21 giugno 1582) è stato un samurai giapponese del periodo Sengoku, servitore de clan Oda.

## Biografia
Sadakatsu si unì fin da subito al clan Oda e ricevette il titolo di Nagato no Kami. 
Nobunaga si fidava molto di Sadakatsu e gli affidò molti ruoli importanti durante la sua ascesa. Nel 1573 gli fu affidato il ruolo di governatore di Kyoto. Quando Akechi Mitsuhide si ribellò nel 1582, Sadakatsu apprese la notizia e preparò le difese avvertendo Oda Nobutada dell'accaduto. Morì assieme a Nobutada al castello di Azuchi durante l'assedio dei ribelli.